# Rugby Treize
Ne doit pas être confondu avec Rugby à XIII.
Rugby Treize était un journal bimensuel français, consacré intégralement au rugby à XIII, publié principalement pendant  les  années 1930, 1940 et une partie des années 1950. 
Il était également l'organe officiel de l'ex « Ligue française de rugby à XIII »  qui devient ensuite la Fédération française de rugby à XIII.
Il disparait dans les années 1950.

## Histoire
Rugby Treize est certainement la première publication de l'histoire du rugby à XIII en France, consacrée exclusivement à ce sport.    
Il est d'abord publié jusqu'à la fin de l'année 1939 et jusqu'à l'arrivée du Maréchal Pétain au pouvoir et l'interdiction du rugby à XIII par le régime de Vichy.    
Il réapparait à la libération et disparait dans les années 1950.

## Forme
Il s'agit d'un journal bimensuel , comprenant des photographies, des caricatures et qui accueille la publicité.
Mais il est également l' « organe officiel de la Ligue française de rugby à XIII ».